# Irmãos Demonte

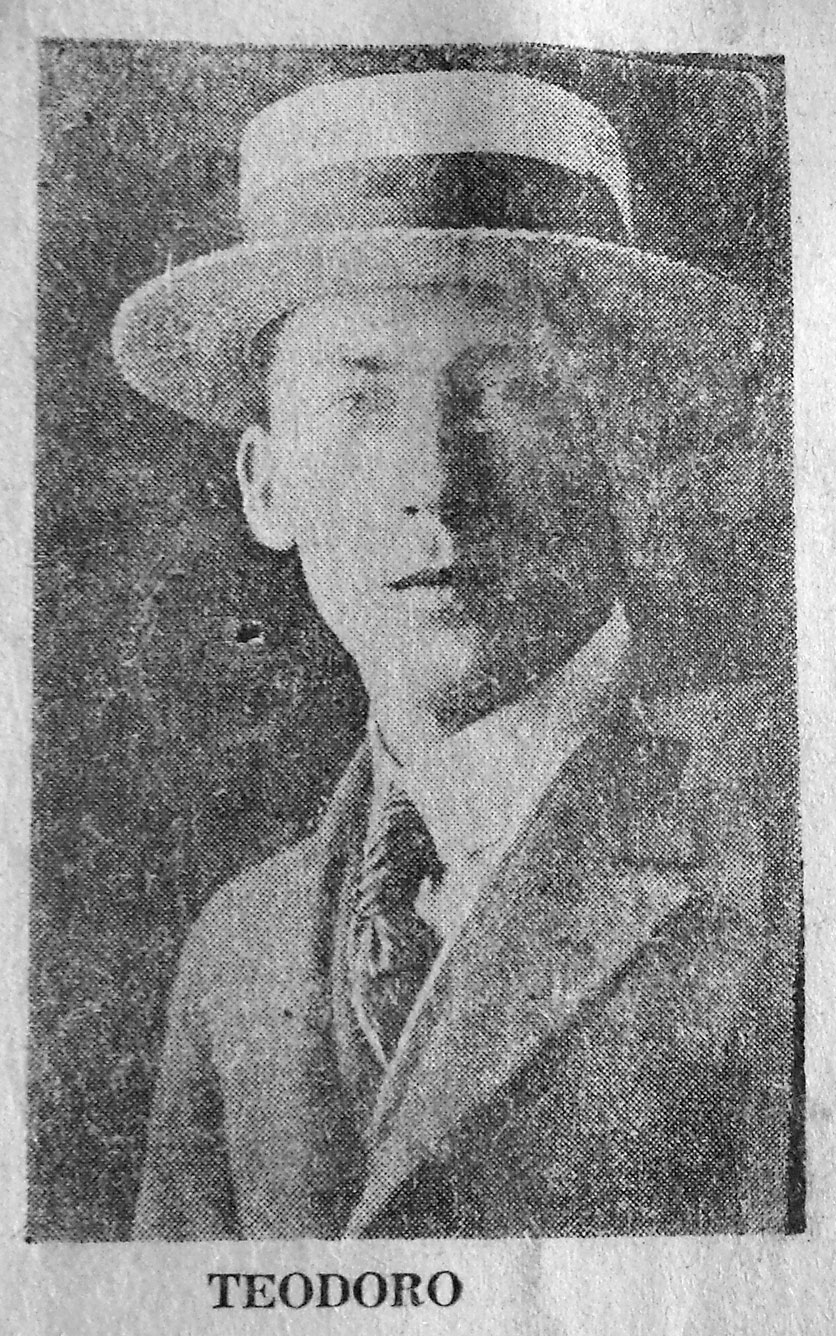
Teodoro Demonte, cinegrafista

Irmãos Demonte, pioneiros da cinematografia, de família "oriundi", velhos guerreiros italianos de espírito empreendedor e capacidade de realização.
Por quase 50 anos Teodoro Demonte, e os irmãos José, Pedro e Lauro, realizaram um trabalho em S.José do Rio Preto, cuja importância transcende os limites do município, pelo pioneirismo lúcido que o caracterizou. Em 1924, os irmãos foram os primeiros do estado de São Paulo a fazer cinematografia.

## O moderno Cine Ipiranga
Nos anos 50, a família Demonte constituiu a Agência Cinematográfica Ipiranga e retornou ao ramo cinematográfico. Construíram um edifício próprio, extremamente arrojado e moderno para a época, e nele instalaram o Cine Ipiranga. Com ampla sala de projeção e o balcão superior equiparado aos da Capital, oferecendo todos os recursos técnicos e conforto. O cinema inaugurado em 10 de março de 1956 ocupava todo o andar térreo do edifício (hotel Chamonix), construído na área central de Rio Preto, situado na quadra entre os dois cinemas concorrentes, Rio Preto e São Paulo, da Empresa Curti.

Foi considerado uma supersala de cinema, com a infra-estrutura das grandes salas de projeção, com todos os requisitos modernos: som estereofônico, telas panorâmicas, ar-condicionado, requintes de conforto com poltronas estofadas e carpete, salas de espera para a apresentação de sessões corridas em dois horários aos sábados e domingos. Uma programação voltada para as crianças ocorria no período vespertino, às 14 h de domingo, com grande sucesso de público. O Cine Ipiranga, por sua beleza, conforto, amplitude e modernidade, passou a ser o principal cinema da cidade. Nele foram apresentadas grandes produções para um público numeroso. Em 1968 foi arrendado pela Empresa dos Irmãos Curti e fechado em 1980.

## Experimentos e inovações

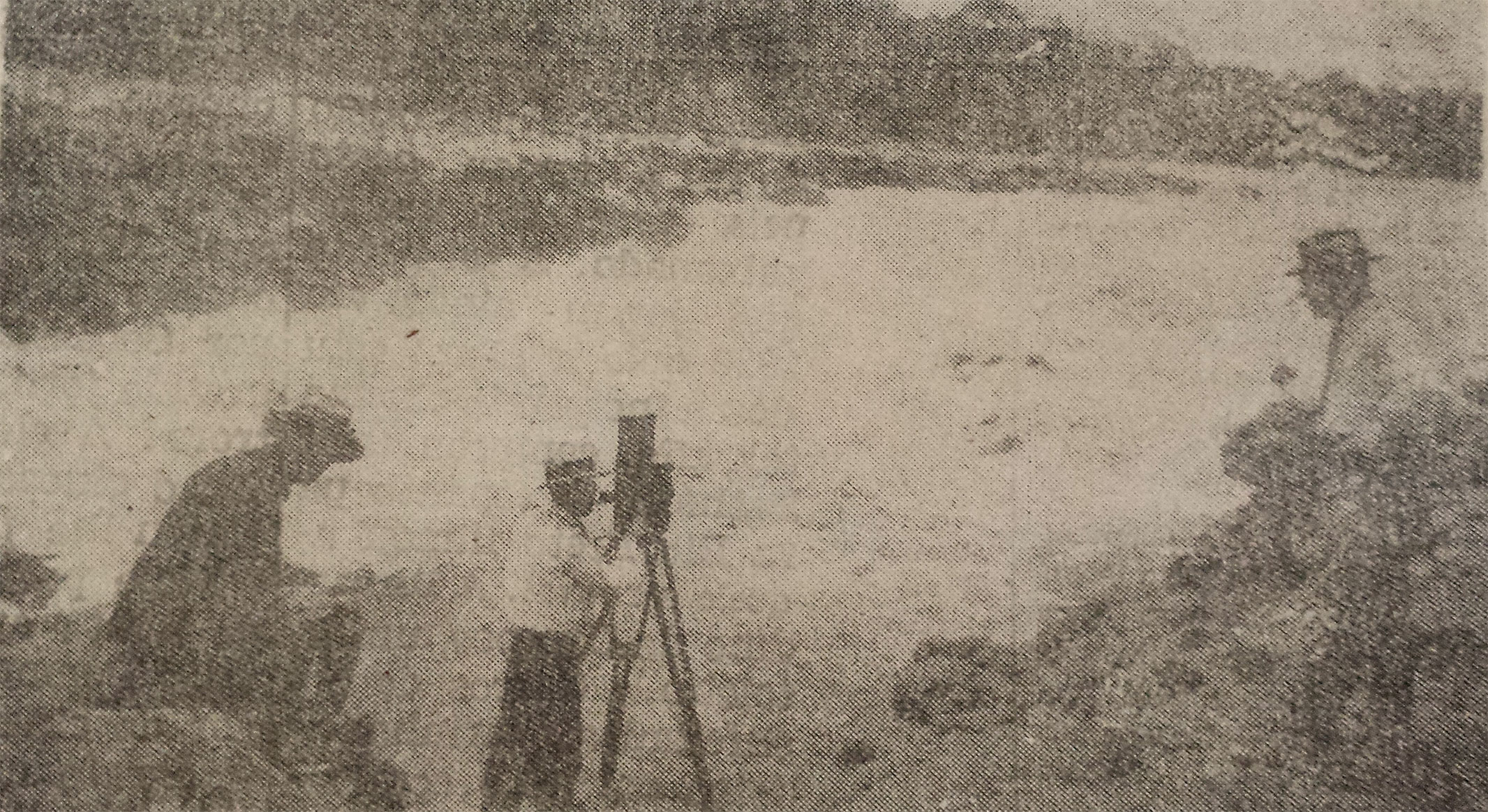

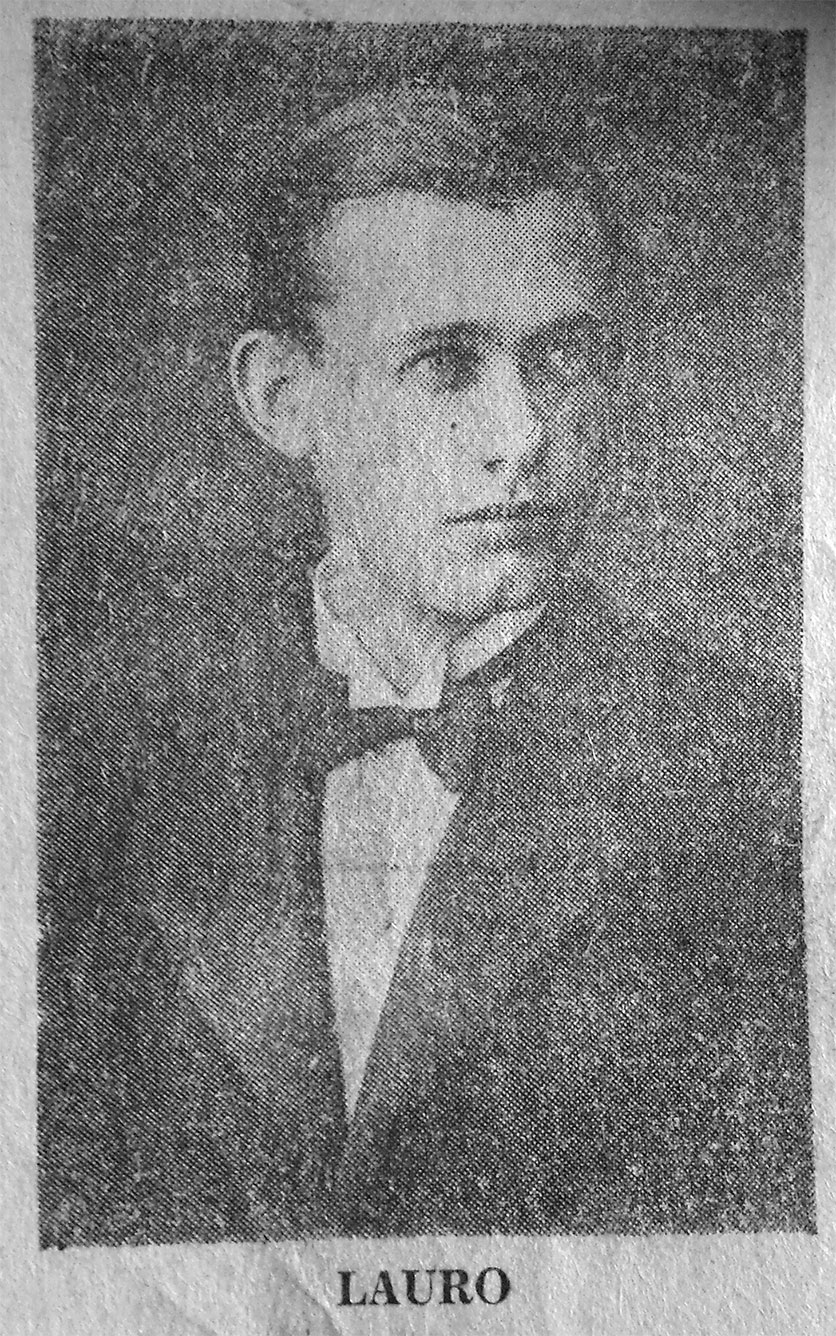

Na época que marcava o cinema mudo, Teodoro conseguiu em seus primeiros experimentos produzir fotos de tom de sépia, algo inexistente até então. O jovem mandava buscar na Europa todas as novidades que surgissem nesse campo.
Depois os Irmãos Demonte montaram o estúdio de Cinematografia "Progresso", laboratório e cenário para produção de filmes. O amigo europeu, o alemão Otto Stuck não deixava de enviar os manuais recentes e também, o maquinário. Mas tudo tinha que ser montado, refeito. Inclusive instalaram um gerador próprio (algo que equivalia a uma usina moto elétrica de uso exclusivo), para todo o trabalho. O cenário, impressionante: máquinas, rolos, enormes banheiras para o processamento dos filmes e revelação, lavagem e fixação.
O citado processo de químicas cinematográficas sobre viragens sépias, origem das futuras fitas coloridas, era com verdadeira paixão estudado pelos irmãos Demonte, que realizaram filmes diversos filmes com temáticas como a do carnaval da cidade em que viviam.
Cineasta, Teodoro Demonte fez documentários e filmes de ficção pela Demonte Film.
"Esse trabalho é uma prova eloquente do esforço de Theodoro Demonte, que já hoje é sobejamente conhecido no interior do Estado pelos diversos trabalhos que já tem realizado em várias cidades". (O MUNICIPIO de 29/12/1927)

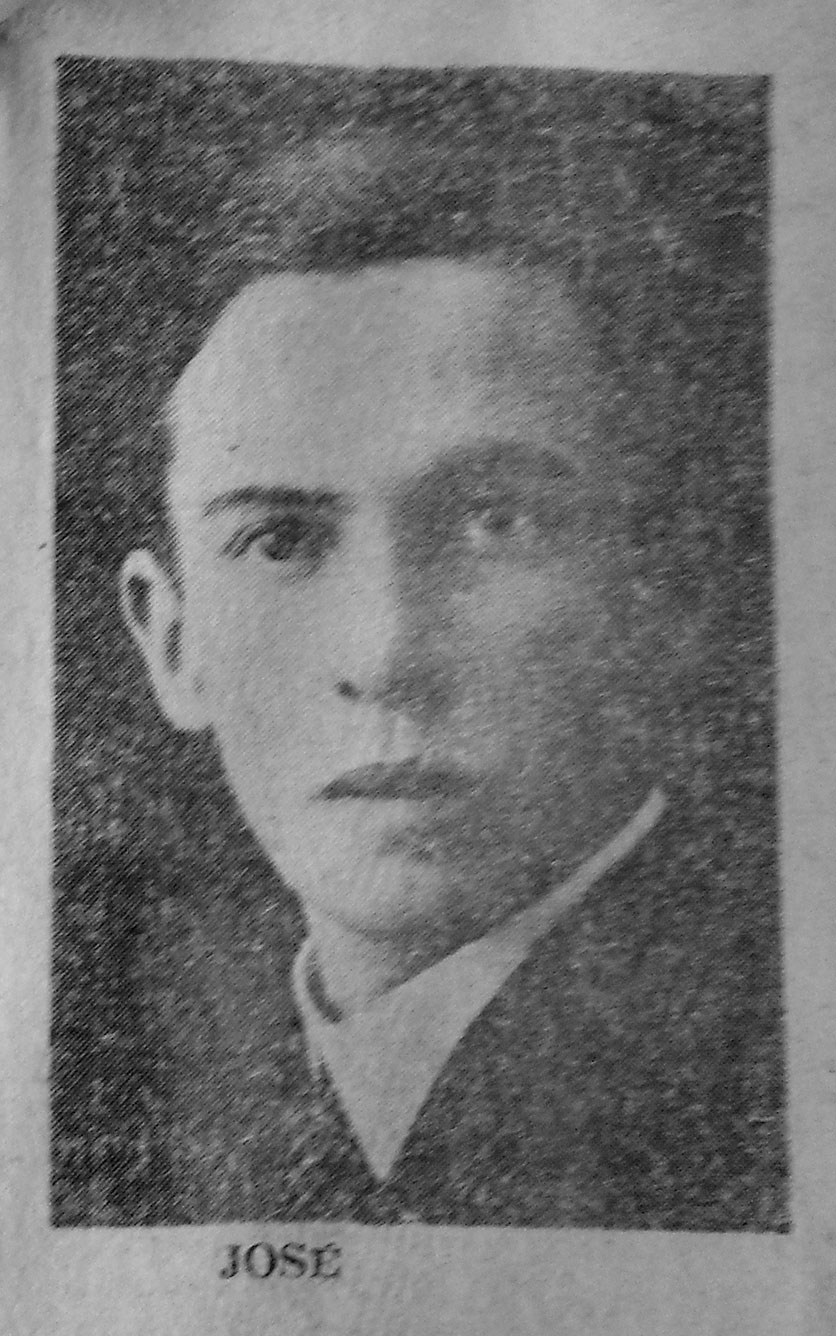

Para a elaboração do longa-metragem "O Suicídio", do qual foi roteirista o dr. Abílio Abrunhosa Cavalheiro, intelectual que posteriormente redigiria tudo do Álbum de Rio Preto, Theodoro Demonte aparece na imagem abaixo, às margens do Rio Grande, com auxiliares fixando cenas da montagem do filme que se constituiu talvez na primeira sensação filmada de tragédia no Brasil."